# 28116 Kunovac
28116 Kunovac este o planetă minoră (asteroid), cu un diametru de 11,058 km, din centura de asteroizi. A fost descoperită pe 17 septembrie 1998 la Stația Anderson Mesa de Lowell Observatory Near-Earth-Object Search. 
Obiectul prezintă o orbită caracterizată de o semiaxă mare de 2,8082545 UAi, o excentricitate de 0,07, o înclinație de 3,66094 ° în raport cu ecliptica.